# Sarang-i mwogillae
Sarang-i mwogillae (Hangul: 사랑이 뭐길래; także znany jako What is Love) – południowokoreański serial telewizyjny emitowany na antenie MBC od 23 listopada 1991 do 31 maja 1992 roku. Jest to koreański serial z jedną z najwyższych oglądalności 64,9% i średnią oglądalnością 59,6%. Serial emitowany był w soboty i niedziele o 19:00. Jest to także pierwszy koreański serial wyemitowany za granicą. Chińska stacja CCTV wyemitowała serial, który okazał się wielkim hitem uzyskując oglądalność najwyższą dla produkcji zagranicznej. Popularność serialu jest jednym z pierwszych przejawów koreańskiej fali. W odpowiedzi na duże zainteresowanie, CCTV ponownie wyemitowało serial w 1998 roku w godzinach największej oglądalności i odnotowało drugi wynik pod względem oglądalności w historii chińskiej telewizji.
Fabuła serialu kręci się wokół dwóch rodzin o skrajnie kontrastowych wartościach. Jedna z nich jest konserwatywna i patriarchalna, druga nowoczesna i postępowa. Serial humorystycznie ukazuje problemy, które pojawiają się, gdy obie rodziny stają się rodziną, kiedy ich dzieci postanawiają się pobrać.

## Obsada
- Choi Min-soo jako Lee Dae-bal
- Ha Hee-ra jako Park Ji-eun
- Lee Sun-jae jako ojciec Dae-bala
- Kim Hye-ja jako matka Dae-bala
- Kim Se-yoon jako Park Chang-gyu, ojciec Ji-eun
- Yoon Yeo-jung jako Han Shim-ae, matka Ji-eun
- Yeo Woon-kye jako Jin-sook, babcia Ji-eun
- Kang Bu-ja jako Sun-sook, młodsza siostra Jin-sook.
- Sa Mi-ja jako Mi-sook, młodsza siostra Jin-sook
- Kim Chan-woo jako Park Jung-sup, brat Ji-eun
- Shin Ae-ra jako Park Jung-eun, siostra Ji-eun
- Lim Kyung-wook jako Lee Seong-sil
- Yang Hee-kyung jako Hee-kyeong

## Nagrody
| Rok  | Nagroda                  | Kategoria                                          | Wynik   |
| ---- | ------------------------ | -------------------------------------------------- | ------- |
| 1992 | MBC Drama Awards         | Daesang (Kim Hye-ja)                               | Wygrana |
| 1992 | MBC Drama Awards         | Najpopularniejszy aktor telewizyjny (Choi Min-soo) | Wygrana |
| 1992 | MBC Drama Awards         | Excellence Award, Actress (Ha Hee-ra)              | Wygrana |
| 1992 | 28. Baeksang Arts Awards | Najpopularniejsza aktorka (Ha Hee-ra)              | Wygrana |